# Kakasd
Kakasd è un comune dell'Ungheria centro-meridionale di 1 787 abitanti (dati 2005). È situato nella contea di Tolna.